# Michael Saeta
Michael Saeta (South Pasadena, 19 aprile 1994) è un pallavolista statunitense.
Gioca nel ruolo di palleggiatore nello Chaumont.

## Carriera

### Club
La carriera di Michael Saeta inizia nei tornei scolastici californiani, giocando per la Polytechnic School di Pasadena. Dopo il diploma gioca a livello universitario, partecipando alla NCAA Division I dal 2013 al 2017 con la UC Irvine, saltando tuttavia la prima stagione.
Nel campionato 2017-18 firma il suo primo contratto professionistico in Francia, vestendo la maglia dello Chaumont, club di Ligue A col quale vince la Supercoppa francese.

### Nazionale
Nel 2019 con la nazionale statunitense si aggiudica la medaglia di bronzo in Coppa del Mondo.

## Palmarès

### Club
- Supercoppa francese: 1

2017

### Premi individuali
- 2017 - All-America Second Team